# Пагани (Салерно)
Пагани (итал. Pagani) је насеље у Италији у округу Салерно, региону Кампанија.
Према процени из 2011. у насељу је живело 32835 становника. Насеље се налази на надморској висини од 26 м.

## Становништво
| 1931.  | 1936.  | 1951.  | 1961.  | 1971.  | 1981.  | 1991.  | 2001.  | 2011.  |
| ------ | ------ | ------ | ------ | ------ | ------ | ------ | ------ | ------ |
| 19.015 | 19.756 | 24.000 | 27.006 | 29.787 | 32.212 | 33.138 | 32.349 | 34.671 |